# Warning (альбом Green Day)
Warning (укр. «Попередження»)  — шостий студійний альбом американського панк-рок гурту Green Day. Виданий 3 жовтня 2000 року на Reprise Records. Альбом відзначається відходом гурту від свого фірмового панк-рок звучання та присутністю акустичних та поп-рокових мотивів. Це була перша платівка Green Day з часів запису альбому Dookie (1994), продюсером якої не був Роб Кавалло. Проте він брав участь у запису альбому та був зазначений на обкладинці як виконавчий продюсер.
Незважаючи на змішане сприйняття зміну стилю, загалом, критики оцінили альбом досить позитивно. Згідно з даними сайту Metacritic, який показує середню оцінку критиків виходячи з оглядів, які доступні у мережі, альбом отримав 72 бали зі 100 можливих.
Warning досяг четвертого місця у хіт-параді Billboard 200. Проте альбом був не такий успішний у комерційному плані, порівнюючи зі всіма попередніми студійними альбомами гурту, записаними з часу переходу гурту під «крило» великого лейблу. Він не зміг досягнути платинового статусу і з тиражем у 500 000 копій отримав «золотий» статус у США. Перевидана версія альбому Warning на вініловій платівка була представлена 14 червня 2009 року.

## Список треків
Автор слів Біллі Джо Армстронг, крім пісні Misery, які написали учасники Green Day, автор музики Green Day. 
| #     | Назва                  | Тривалість |
| ----- | ---------------------- | ---------- |
| 1.    | «Warning»              | 3:42       |
| 2.    | «Blood, Sex and Booze» | 3:33       |
| 3.    | «Church on Sunday»     | 3:18       |
| 4.    | «Fashion Victim»       | 2:48       |
| 5.    | «Castaway»             | 3:52       |
| 6.    | «Misery»               | 5:05       |
| 7.    | «Deadbeat Holiday»     | 3:35       |
| 8.    | «Hold On»              | 2:56       |
| 9.    | «Jackass»              | 2:43       |
| 10.   | «Waiting»              | 3:13       |
| 11.   | «Minority»             | 2:49       |
| 12.   | «Macy's Day Parade»    | 3:34       |
| 41:14 |                        |            |

| Спеціальна версія для Великої Британії | Спеціальна версія для Великої Британії | Спеціальна версія для Великої Британії |
| #                                      | Назва                                  | Тривалість                             |
| -------------------------------------- | -------------------------------------- | -------------------------------------- |
| 13.                                    | «86» (Live in Prague)                  | 3:01                                   |

| Версія для Японії та Австралії | Версія для Японії та Австралії | Версія для Японії та Австралії |
| #                              | Назва                          | Тривалість                     |
| ------------------------------ | ------------------------------ | ------------------------------ |
| 13.                            | «Brat» (Live in Japan)         | 1:42                           |
| 14.                            | «86» (Live in Prague)          | 3:01                           |

### Сторона В
| Пісня                                  | Тривалість | Реліз                                                                                      |
| -------------------------------------- | ---------- | ------------------------------------------------------------------------------------------ |
| "Maria" (Original Version)             | 2:27       | Представлена на стороні В Waiting"; перезаписана для International Superhits! у 2001 році. |
| "Don't Want to Know If You Are Lonely" | 3:05       | Оригінальне виконання Hüsker Dü; представлена на стороні В Warning.                        |
| "Outsider"                             | 2:17       | Оригінальня пісня Ramones; представлена на стороні В Warning.                              |
| "Scumbag"                              | 1:46       | Представлена на стороні В Warning.                                                         |

## Досягнення у чартах
| Чарт (2000)        | Найвище місце |
| ------------------ | ------------- |
| U.S. Billboard 200 | 4             |
| Австралія          | 7             |
| Австрія            | 14            |
| Канада             | 2             |
| Франція            | 58            |
| Німеччина          | 21            |
| Ірландія           | 13            |
| Італія             | 8             |
| Японія             | 2             |
| Нідерланди         | 84            |
| Нова Зеландія      | 20            |
| Швеція             | 25            |
| Швейцарія          | 11            |
| Велика Британія    | 4             |

| 2000 | "Minority"          | 1  | 15 | 18 | 39 |
| 2000 | "Warning"           | 3  | 24 | 27 | 37 |
| 2001 | "Waiting"           | 26 | —  | 34 | —  |
| 2001 | "Macy's Day Parade" | —  | —  | —  | —  |